# Storvreta
Storvreta ist ein Ort in der schwedischen Gemeinde Uppsala, Provinz Uppsala län (bzw. historische Provinz Uppland), etwa 15 Kilometer nördlich der Stadt Uppsala. Am 31. Dezember 2010 hatte der Ort 6347 Einwohner auf einer Fläche von 304 Hektar. Damit ist Storvreta nach Uppsala und Sävja der drittgrößte Ort der Gemeinde Uppsala.

## Geschichte
Bei archäologischen Untersuchungen wurden in der Gegend Steinzeit- und Bronzezeit-Siedlungen und Gräberfelder gefunden. Einige der in der Nähe des heutigen Dorfes gefundenen Gräber könnten aus dem Mesolithikum oder Neolithikum stammen.
Jahrtausendelang waren die Bewohner der Gegend Bauern und lebten von dem fruchtbaren Boden, der früher unterhalb des Meeresspiegels lag. Im Jahr 1539, unter der Herrschaft von Gustav Vasa, wurde ein Grundbuch erstellt, in dem Storvreta erwähnt wurde. Das Dorf umfasste dem Register zufolge vier landwirtschaftliche Anwesen (hemman), obwohl es möglich ist, dass kleinere Höfe zusammen besteuert und als ein Anwesen gezählt wurden. Im Zusammenhang mit der „laga skiftet“, einer Agrarreform aus dem Jahr 1827 zur Schaffung größerer Ackerflächen, die in den Jahren 1851–1852 durchgeführt wurde, wurden im Dorf Storvreta zehn landwirtschaftliche Anwesen verzeichnet. Darüber hinaus gab es einige kleinere Bauernhöfe und Torps (Höfe), die zu Storvreta gehörten.

## Verkehr
Durch den Ort führt die E4, die von Helsingborg nach Haparanda verläuft. Die Eisenbahn zwischen Uppsala und Gävle, deren Bau 1872 begonnen worden war, wurde im September 1874 fertiggestellt, als die Gleise von Gävle im Norden und Uppsala im Süden in Storvreta durch das neue Bahnhofsgebäude verbunden wurden, das früher im selben Jahr gebaut worden war. Die Eisenbahn wurde im Dezember 1874 offiziell eröffnet. Infolge der verbesserten Verkehrsverbindungen wuchs Storvreta und wandelte sich von einem Bauerndorf zu einem Industriezentrum, dessen wichtigstes die Möbelherstellung war.

## Sport
In Storvreta ist der schwedische Unihockey-Erstligist Storvreta IBK beheimatet.

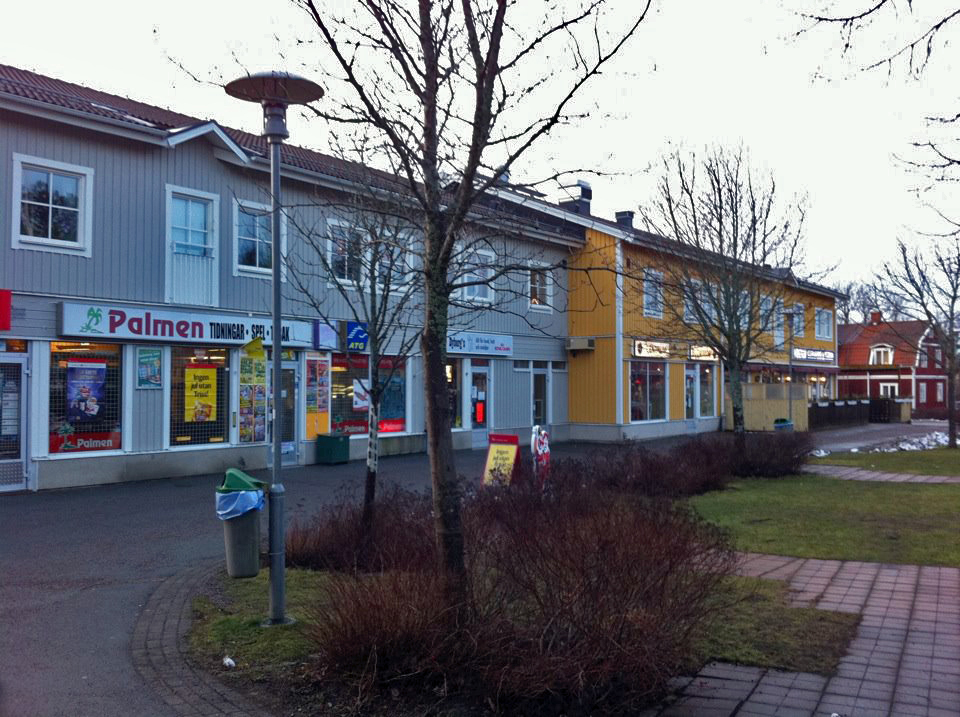
Storvreta Zentrum